# Kathedrale von Maringá

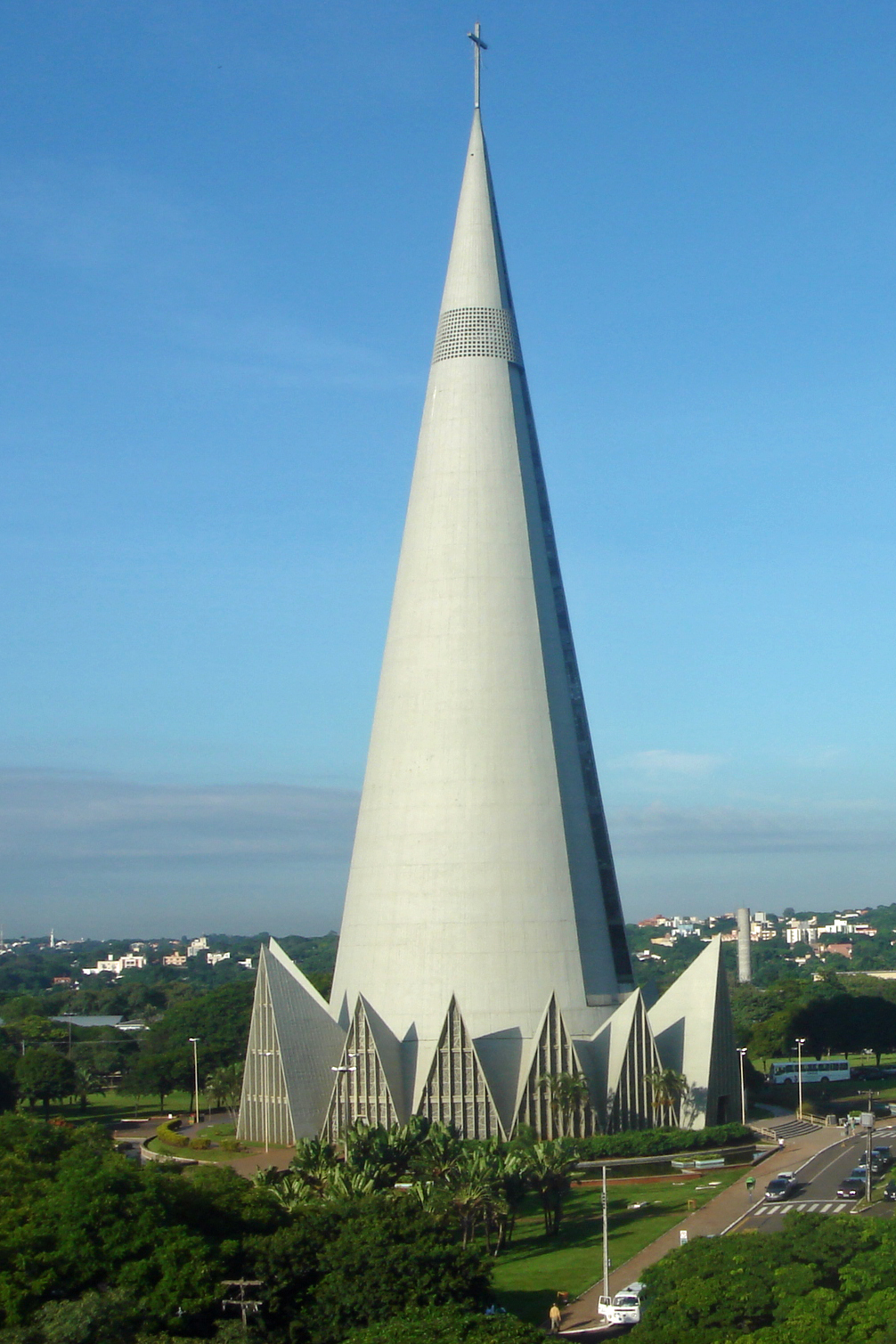
Catedral de Maringá

Die Kathedrale von Maringá oder Catedral Basílica Menor Nossa Senhora da Glória ist eine römisch-katholische Kirche in Maringá, Paraná, Brasilien. Sie ist Kathedrale des Erzbistums Maringá und trägt den Titel einer Basilica minor.
Die Kathedrale ist mit 124 Meter Höhe die höchste Kirche Südamerikas und wurde 1972 fertiggestellt. Der Architekt José Augusto Bellucci wurde bei seinem Entwurf inspiriert durch die sowjetischen Sputnik-Satelliten.  Bei einer Außenhöhe von 114 Meter und dem zehn Meter hohen Turmkreuz beträgt die Innenhöhe der Kathedrale 84 Meter. Die Kirche kann bei einem Außendurchmesser von 50 Meter und einem Innendurchmesser von 38 Meter 4500 Gläubige aufnehmen. Das sieben Meter hohe Holzkruzifix schuf Conrado Moser.
Der Grundstein der Kathedrale, ein Stück Marmor aus dem Petersdom, wurde am 15. August 1958 gelegt und zuvor von Papst Pius XII. in Rom gesegnet. Die Kirche wurde zwischen Juli 1959 und dem 10. Mai 1972, dem 25. Geburtstag der Stadt Maringá, errichtet. Am 21. Januar 1982 wurde die Kathedrale von Papst Johannes Paul II. zur Basilica minor erhoben.